# Avraham Josef Šapira
Avraham Josef Šapira (hebrejsky: אברהם יוסף שפירא) byl izraelský politik a poslanec Knesetu za strany Agudat Jisra'el, Sjednocený judaismus Tóry a opět Agudat Jisra'el.

## Biografie
Narodil se 2. března 1921 v Rumunsku. V roce 1949 přesídlil do dnešního Izraele. Náboženské vzdělání získal v ješivě. Měl rovněž osvědčení pro výkon učitelského povolání. Pracoval jako podnikatel. Hovořil jidiš, anglicky, francouzsky a německy.

## Politická dráha
Působil jako předseda hlavní frakce v Agudat Jisra'el, také vedl její organizaci v Tel Avivu. Zasedal ve výboru izraelské centrální banky.
V izraelském parlamentu zasedl poprvé po volbách v roce 1981, do nichž šel za stranu Agudat Jisra'el. Stal se členem výboru pro imigraci a absorpci, výboru pro ekonomické záležitosti a výboru finančního. Předsedal podvýboru pro květinový průmysl. Byl také předsedou poslanců koaličních stran. Za Agudat Jisra'el obhájil mandát ve volbách v roce 1984. Nastoupil do výboru finančního, kterému předsedal. Zároveň byl předsedou podvýboru pro budoucnost obilnářství v Izraeli.
Opětovně nabytí mandátu mu přinesly až volbách v roce 1992, tentokrát na střechové kandidátní listině Sjednocený judaismus Tóry. Stal se členem výboru finančního. Volební uskupení Sjednocený judaismus Tóry se v průběhu volebního období rozpadlo a Šapira přestoupil do samostatné frakce Agudat Jisra'el. Zemřel 26. června 2000 a je pochován na jeruzalémském hřbitově Har ha-Menuchot.